# دیویداس شمبراس
دیویداس شمبراس (لیتوانیایی: Deividas Šemberas؛ زادهٔ ۲ اوت ۱۹۷۸) بازیکن فوتبال اهل لیتوانی بود.
از باشگاه‌هایی که در آن بازی کرده‌است می‌توان به باشگاه فوتبال آتلانتاس، باشگاه فوتبال ژالگیریس، باشگاه فوتبال اسپارتاک ولادی‌قفقاز، باشگاه فوتبال دینامو مسکو، و باشگاه فوتبال زسکا مسکو اشاره کرد.
وی همچنین در تیم ملی فوتبال لیتوانی بازی کرده‌است.